# 硬毛山黑豆
硬毛山黑豆（学名：Dumasia hirsuta）为豆科山黑豆属下的一个种。

## 扩展阅读
- 維基物種上的相關：硬毛山黑豆